# 披邁石宮

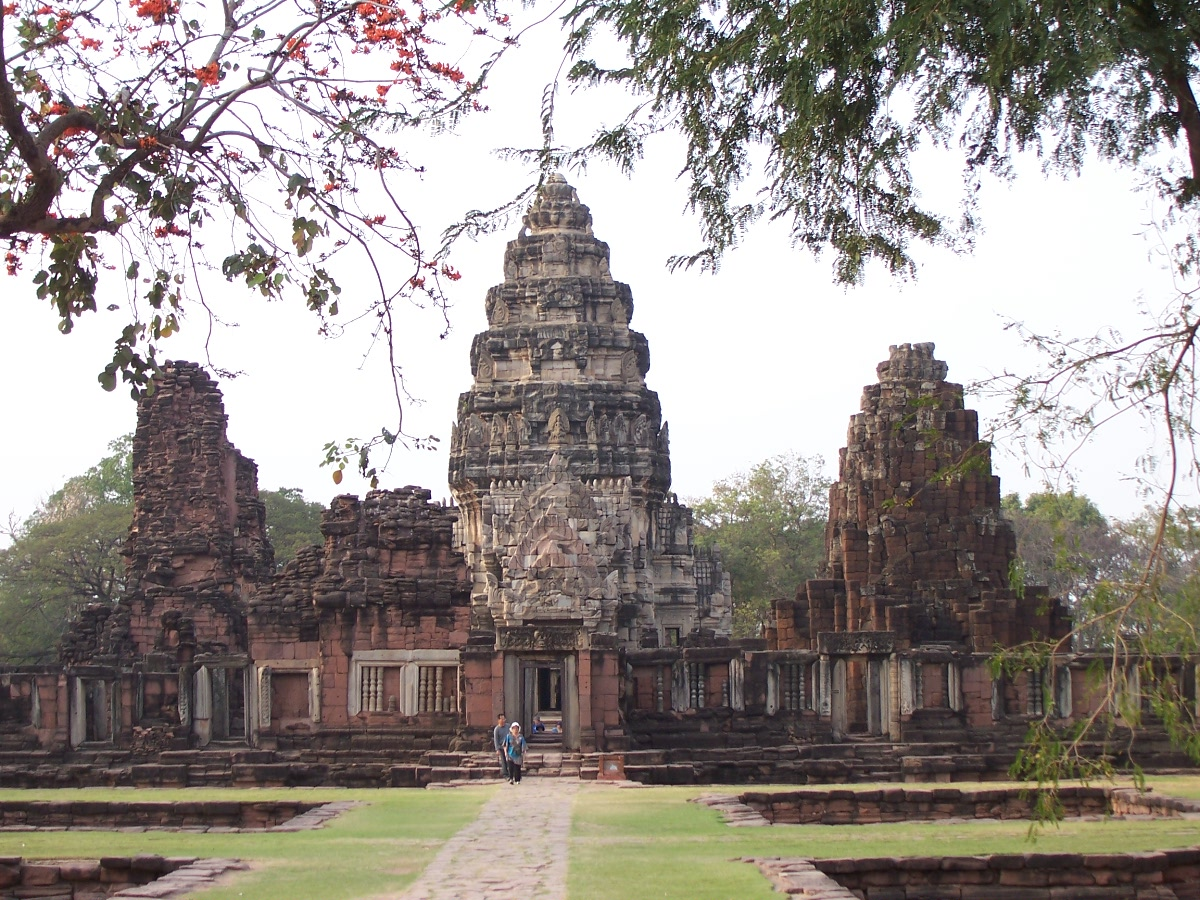
披邁石宮

披邁石宮又稱披邁歷史公園，位於泰國的東北部之那空叻差是瑪府的披邁縣裡的佛教建築群，建於公元968年至1001年間，被喻為「泰國的吳哥窟」。在法國政府的幫助下，在1979年4月才對外開放。2009年1月已被申報為世界遺產。

## 披邁石宫的主要建築
- 石亭，位於石宮入口牆外的左前方，是長方形的建築物，根據建造位置而推測，可能是為國王或者宮廷內的官爵來訪此石宮時，為了準備進行宗教上的祭祀典禮前的準備處與休息處，也是祭祀物品的準備與儲存室，於公元1968年在此進行修復工程時，挖出許多古物，比如合金銅幣，各種裝飾配件和祭尊像。
- 那伽橋，位於石宮南面入口大道，使用砂石建造，設計為十字形的那伽橋（蟒龍橋），長31.7米，寬4米，走道抬高，橋欄雕刻成那伽（蟒龍）石雕，在橋欄的蓋頭雕成正張開膨勁的七頭那伽，此橋是開始進入披邁石宮宗教聖地的始點。根據宇宙論的箴言，相信為人間通往天堂的踩道，這是大乘佛教及印度教中流傳至今的信條。
- 瞿布羅外層（拱門），設置於外圍牆的正中央，石宮範圍內四面所有人口拱門規劃成十字形，而門道的設計都排在一直線上，南邊和北邊的拱門在圍牆正中央，西邊和東邊的拱門稍偏北，但全都牌在同一直線上，東西南北方向所有的拱門排列規劃成十字形，在外圍牆之內已屬天堂是神仙居住的地方。
- 十字形走廊道，用砂石建造的露天走廊，為連接南面內圍牆的拱門，內圍牆圍繞著石宮主塔，此牆設計有走廊抬高於地面1米，分有三條走到也規劃成十字形，修復工作中發現許多破碎的屋頂瓦片和陶土片，推測原貌為木枝柱結構有屋頂的無壁走廊道。
- 藏經樓，位於西邊外圍牆與內圍牆之間平地上，以砂石築成的兩座相同的長方形樓塔，有抬高與地面一米，格為長方形一間通到底，地面上發現正四方形柱坑痕跡，可能是屋頂枝柱坑，結果用木，屋頂是瓦片，相信是藏經樓。
- 池塘，位於石宮外牆周圍四邊角落空地上都挖有一個池塘，以石柱格為池壁，發現用剩餘的建材，如石柱，牆磚，石門框等不規則的撲排墊於池底，周邊設有寺廟，這些池塘的挖造為供寺廟飲用和其他日常用途，寺廟和池塘可能建於大城末期。
- 瞿布羅內層和走廊，以砂石建造，抬高一米的內牆設有走廊圍繞著石宮主塔，形狀與瞿布羅外層相似，四面壁中央均設有拱門，有南北方向所有的門道都和披邁縣大城門全都排列在同一直線上，南面拱門門框柱邊上，雕刻有古代高棉文字記載說明著城邑的建造，尊像的雕制，並有提到宮內官爵的名字和國王的名字「達爛因陀羅跋摩一世」。
- 石宮主塔，為披邁石宮內主要的部分，石宮主塔是宮內最大的建築物，建於11-12世紀，用白色砂石建造，正面向南，不同於其他古高棉王國的宗教建築物大多數正面向東方，主塔有兩個主要建築結構組成的，一是「蓮花瓣」，二是「塔身」，在宮殿風簷和門楣雕刻著印度文學作品「羅摩衍那」或者佛教故事的圖案，但只有在南面門楣上雕刻為那伽的圖案。
- 平台，位於內牆範圍之內，石宮主塔東邊的平地上有個平台以鐵礬石建成切角正方形。
- 婆羅門樓塔，是一座用砂石和磚石所建與紅磚塔築在同一地基上，與公元1954年發現七件用砂石雕刻成」濕婆林伽」，據說此樓用來進行婆羅門教的各種儀式，但根據設計形狀與位置應該是藏經樓。
- 紅磚樓，建於11世紀，位於主體的右側，四周設有門廊伸出，北邊的門楣雕刻「迦爾納獵野豬」的圖案，其餘的門框上只殘留著古高棉藝術雕刻痕跡於門框邊上。
- 婆羅門他王塔，此塔用鐵礬石建成，位於主塔前的東南方向，設計為正四方形，四周有門廊伸出，塔內發現兩件重要藝術製品，一是用砂石雕刻成大型禪定姿人物像，據說這是「闍耶跋摩七世」的尊像，民間稱之為「婆羅門他王」的石像，另一尊是跪姿女人雕刻石像，但頭與手臂斷缺不齊，據說是「闍耶跋摩七世王妃」，民間稱之為「歐拉嬪」現今兩尊雕像展現在披邁國家博物館。

15°13′15″N 102°29′38″E / 15.22083°N 102.49389°E